# Galera della Salina
Galera della Salina è un'isola dell'Italia, in Sicilia.
Amministrativamente appartiene a Pantelleria, comune italiano della provincia di Trapani.
Si trova nei pressi della costa sud-orientale dell'isola di Pantelleria.